# Studnice (okres Chrudim)
Obec Studnice se nachází v okrese Chrudim, kraj Pardubický. Nachází se 21 kilometrů jihovýchodně od Chrudimi a tři kilometry jižně od Hlinska. Žije zde 457 obyvatel.

## Historie
První písemná zmínka o vesnici pochází z roku 1392.

## Pamětihodnosti
- Hradiště (693 m n. m.), archeologické naleziště
- Železný kříž na kamenném podstavci s nápisem „z nákladu obce Studnice v roku 1896“
- Kaple svaté Zdislavy se základním kamenem u vchodu, který podle nápisu na kameni posvětil 21. května 1995 Jan Pavel II. v Olomouci
- Do jihovýchodní části katastrálního území Studnic u Hlinska zasahuje část přírodní památky Utopenec
- Památník obětem světové války postaven v roce 1919 a ve stejném roce vysazená Lípa Svobody nacházející se u památníku.

## Kultura
- masopust – každoroční folklorní tradice masopustní obchůzky s maskami ve Studnici a několika okolních obcích se zachovala v téměř autentické podobě; v roce 2010 byla proto zapsána na seznam nehmotného kulturního dědictví UNESCO

## Části obce
- Studnice
- Košinov
- Zalíbené

## Galerie

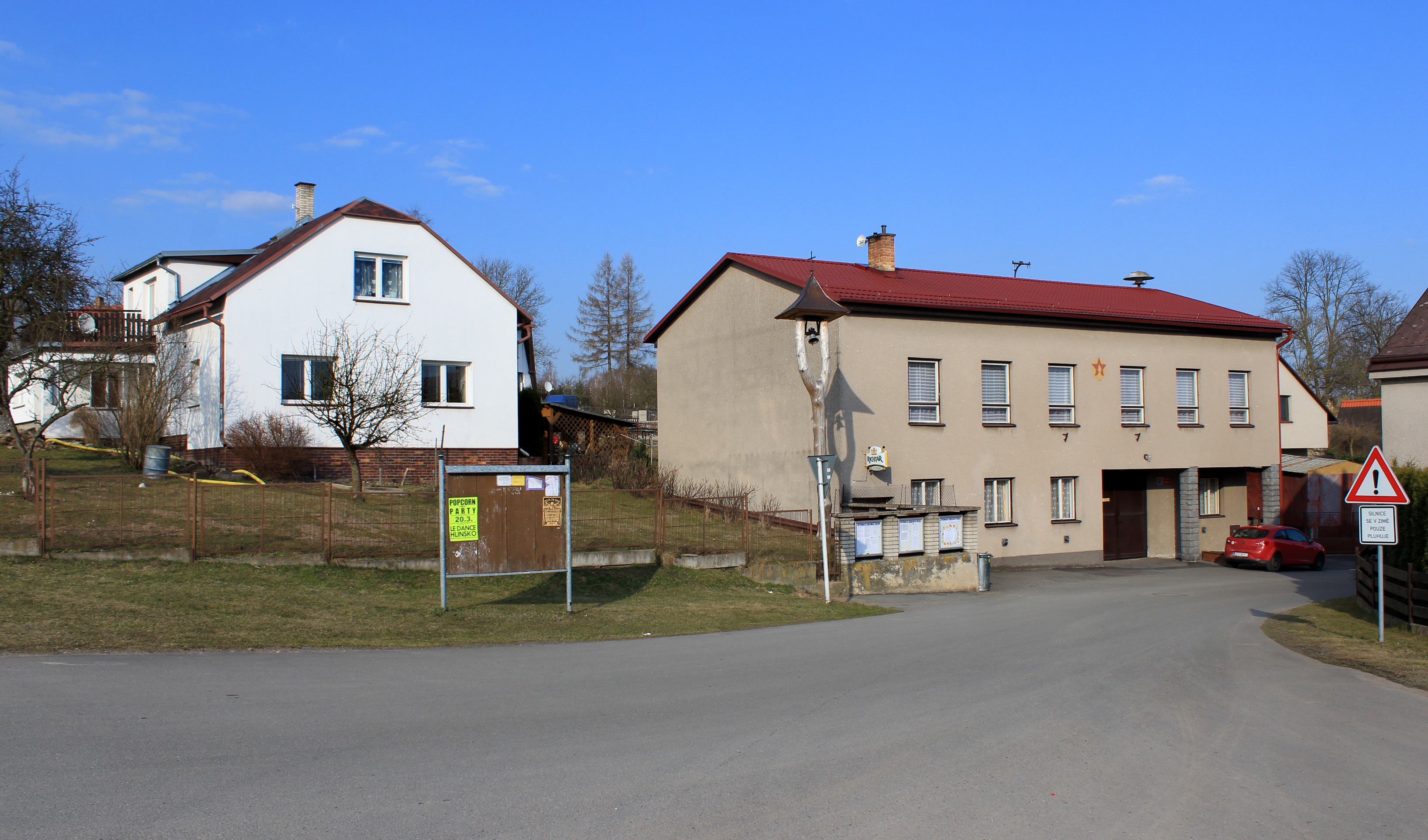
Hasičská zbrojnice a restaurace
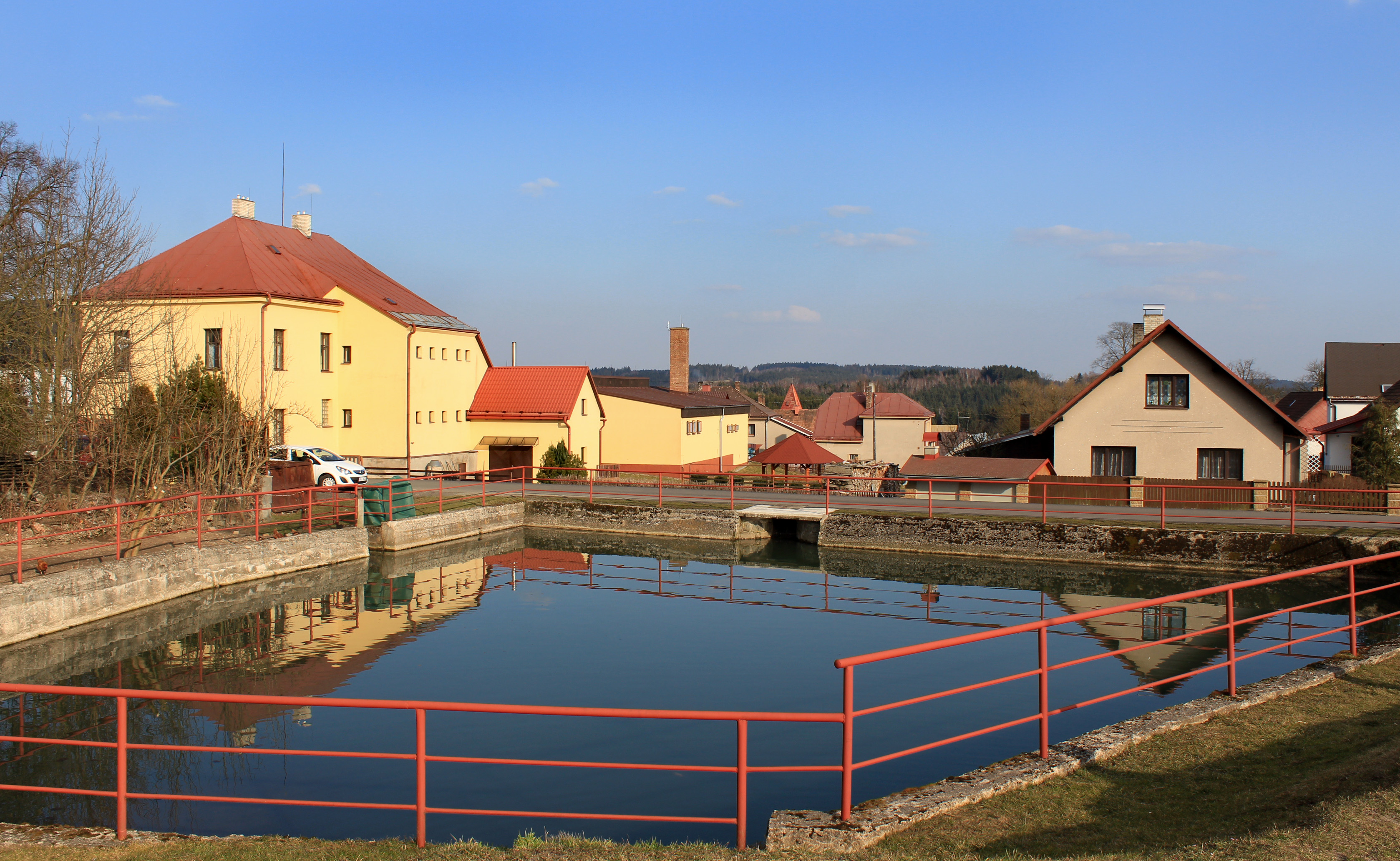
Rybníček na návsi
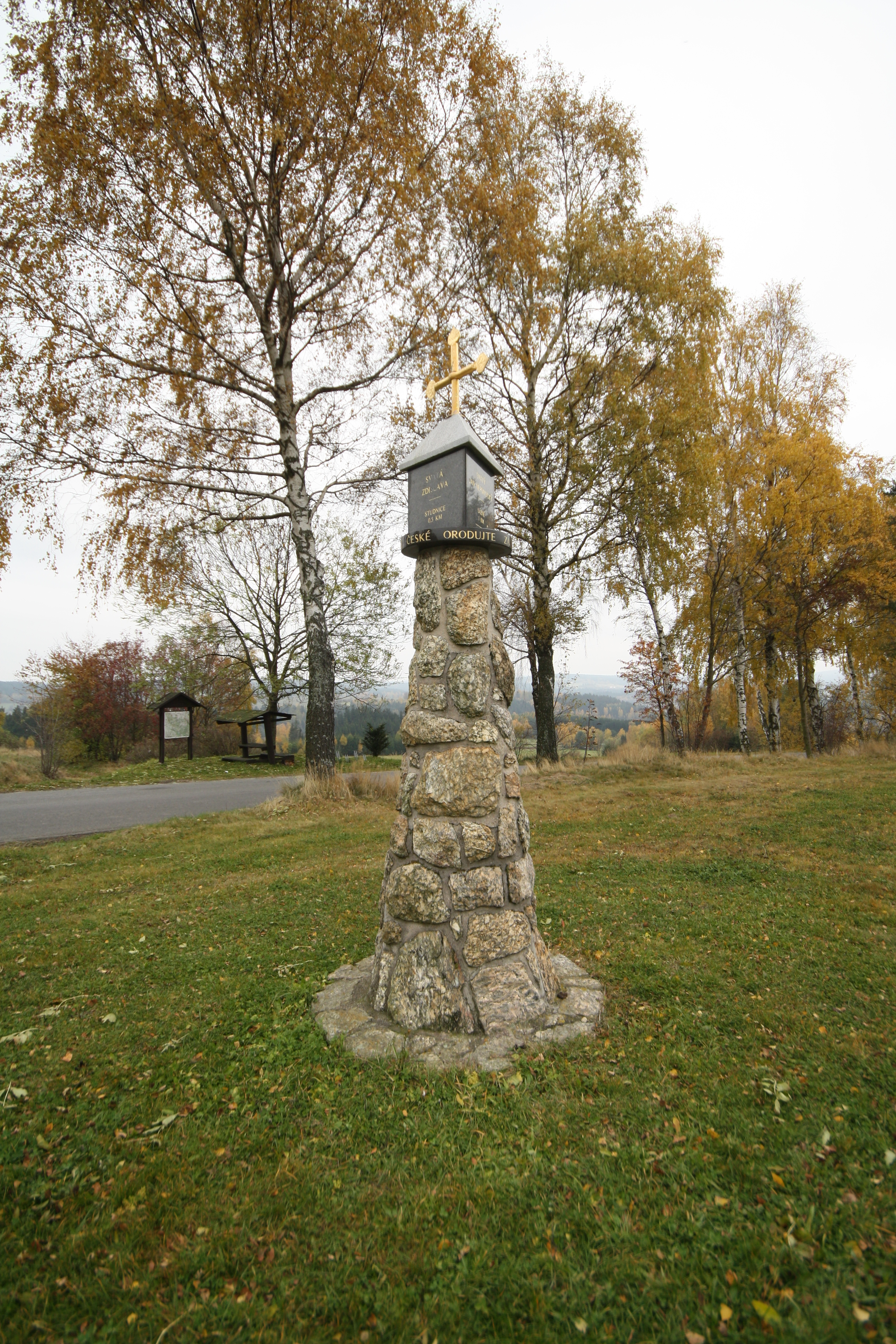
Socha středu republiky nedaleko Studnice